# Język naxi
Język naxi – język należący do grupy tybeto-birmańskiej, używany przez członków dwóch blisko spokrewnionych, ale kulturowo odrębnych grup etnicznych w południowych Chinach: Naxi i Mosuo. Naxi jest językiem tonalnym, dysponuje czterema tonami.